# Christopher Morley
Christopher Morley (Bryn Mawr, 5 maggio 1890 – Roslyn Estates, 28 marzo 1957) è stato uno scrittore statunitense.
Figlio del matematico Frank Morley, nei suoi raffinati romanzi intreccia motivi umoristici e sentimentali in atmosfere incantate e assurde, interpretando con ironica eleganza di epigono le lezioni dello sperimentalismo europeo.

## Biografia
Morley nacque a Bryn Mawr, in Pennsylvania. Suo padre, Frank Morley, era professore di matematica all'Haverford College; sua madre, Lilian Janet Bird, era una violinista dalla quale Christopher ereditò molto del suo successivo amore per la letterature e la poesia.
Nel 1900, la famiglia si trasferì a Baltimora. Nel 1906 Christopher entrò come matricola all'Haverford College e si laureò nel 1910; in seguito frequentò per tre anni il New College di Oxford grazie al programma della borsa di studio Rhodes, studiando storia moderna.
Nel 1913 completò gli studi a Oxford e si trasferì a New York. Il 14 giugno 1914 sposò Helen Booth Fairchild,  con la quale ebbe quattro figli, tra i quali la futura sceneggiatrice e produttrice televisiva per la BBC Louise Cochrane. La famiglia in seguito si trasferì a Filadelfia e nel 1920 in una casa che chiamarono "Green Escape" a Roslyn Estates, Long Island, dove rimasero per il resto delle loro vite. Nel 1936 Morley costruì un bungalow sul retro della proprietà che chiamò The Knothole, per utilizzarlo come studio. Nel 1966 il bungalow fu smontato e ricostruito in un parco della Contea di Nassau che prese il suo nome. Oggi ospita un museo a lui dedicato.
Nel 1951 Morley fu colpito da diversi ictus che ridussero notevolmente il suo consistente flusso di pubblicazioni. Morì il 28 marzo 1957, e fu sepolto nel cimitero di Roslyn. Dopo la sua morte, il New York Times e il New York Herald Tribune pubblicarono il suo ultimo messaggio ai suoi amici:

## Carriera
Morley iniziò a scrivere quando ancora frequentava l'università e fu direttore della rivista universitaria The Haverfordian. A Oxford pubblicò una raccolta di poesie, The Eighth Sin, nel 1912. Dopo la laurea a Oxford, Morley iniziò la sua carriera lavorando per la casa editrice Doubleday come agente pubblicitario e redattore. Nel 1917 ebbe il suo primo incarico come direttore di una rivista per il Ladies' Home Journal, passando poi come giornalista e editorialista al Philadelphia Evening Public Ledger.

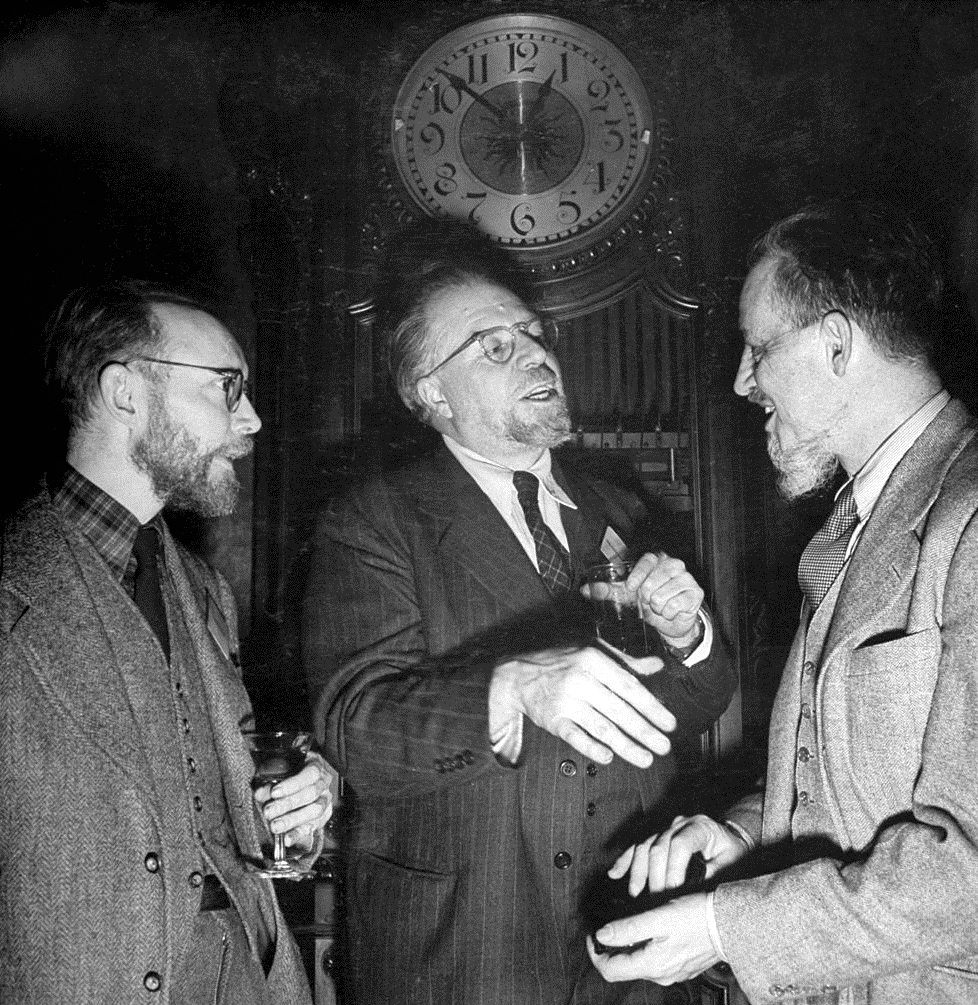
I membri dei Baker Street Irregulars Fletcher Pratt, Christopher Morley, e Rex Stout nel 1944

Il suo primo romanzo, Il Parnaso ambulante, fu pubblicato nel 1917. Un secondo romanzo con lo stesso protagonista, il libraio itinerante Roger Mifflin, La libreria stregata, fu pubblicato nel 1919.
Nel 1920 Morley tornò a New York, dove iniziò a tenere una rubrica fissa (The Bowling Green) sul New York Evening Post.
Morley fu uno dei fondatori della Saturday Review of Literature, alla quale continuò a contribuire per molto tempo. Dotato di natura socievole e gregaria, fu l'animatore di club letterari come il "Three Hours for Lunch Club" (il Club delle tre ore di pausa pranzo). Appassionato delle storie di Sherlock Holmes, fu tra i fondatori dei Baker Street Irregulars, la società letteraria che raccoglie i più accesi fan del personaggio a livello mondiale e scrisse la prefazione per l'edizione standard in unico volume delle storie complete di Sherlock Holmes pubblicata nel 1930. Morley scrisse anche una prefazione per l'edizione standard dell'opera completa di William Shakespeare nel 1936. Fu anche uno dei primi giudici per il Book of the Month Club, posizione che mantenne fino ai primi anni cinquanta.
Morley scrisse oltre 100 tra romanzi, raccolte di saggi e libri di poesie. Il suo lavoro più famoso è probabilmente il romanzo del 1939 Kitty Foyle, dal quale nel 1940 fu tratto un film di successo, Kitty Foyle, ragazza innamorata per il quale la protagonista, Ginger Rogers, vinse un Oscar come miglior attrice e che ottenne nomination anche per il miglior film, migliore regia e migliore sceneggiatura non originale. Un altro romanzo di successo fu Tuono a sinistra del 1925.

## Opere principali
- Il Parnaso ambulante (Parnassus on Wheels, 1917), trad. di Rosanna Pelà ed Enrico Piceni, Milano, Garzanti, 1953; Collana La memoria n.263, Palermo, Sellerio, 1992, ISBN 978-88-389-0850-7; Collana Promemoria n.25, Sellerio, 2022, ISBN 978-88-389-4455-0.
- Shandygaff (saggi, 1918)
- La libreria stregata (The Haunted Bookshop, romanzo, 1919), trad. di Rosanna Pelà ed Enrico Piceni, Milano, Garzanti, 1953; Collana La memoria n.264, Palermo, Sellerio, 1992, ISBN 978-88-389-0851-4.
- The Rocking Horse (poesia, 1919)
- Pipefuls (raccolta di saggi umoristici, 1920)
- Kathleen (romanzo, 1920)
- Plum Pudding, of divers Ingredients, Discreetly Blended & Seasoned (collezione di saggi umoristici, 1921, illustrati da Walter Jack Duncan)
- La macchina da scrivere (Tales from a Rolltop Desk, 1921), trad. di Cintia Ruccellai, Collana La memoria n.373, Palermo, Sellerio, 1997, ISBN 978-88-389-1307-5.
- Where the Blue Begins (romanzo satirico, 1922)
- The Powder of Sympathy (collezione di saggi umoristici, 1923, illustrati da Walter Jack Duncan)
- Religio Journalistici (1924)
- Tuono a sinistra (Thunder on the Left, romanzo, 1925), trad. di Enrico Piceni, Collana Medusa n.116, Milano, Mondadori, 1940; Collana Il castello n.55, Palermo, Sellerio, 1992, ISBN 978-88-389-0847-7; Collana Raggi, Roma, Elliot, 2015, ISBN 978-88-699-3488-9.
- The Romany Stain (racconti, 1926)
- I Know a Secret (romanzo per bambini, 1927)
- Essays by Christopher Morley (collezione di saggi, 1928)
- Off the Deep End (raccolta di saggi, 1928, illustrato da John Alan Maxwell)
- Born in a Beer Garden, or She Troupes to Conquer, coautore con Cleon Throckmorton e Ogden Nash, 1930
- Seacoast of Bohemia (1929, illustrato da John Alan Maxwell)
- John Mistletoe (romanzo autobiografico, 1931)
- Swiss Family Manhattan (romanzo, 1932)
- Ex Libris Carissimis (saggio, 1932)
- Shakespeare and Hawaii (saggio, 1933)
- Human Being (romanzo, 1934)
- Il cavallo di Troia (The Trojan Horse, romanzo, 1937), traduzione di Cesare Pavese, Milano-Roma, Bompiani, 1941; Milano, Mondadori, 1957; Collana Garzanti per tutti. Romanzi e realtà, Milano, Garzanti, 1967; Collana Scrittori tradotti da scrittori, Torino, Einaudi, 1991, ISBN 978-88-061-2378-9; Roma, l'Unità-Einaudi, 1996.
- Kitty Foyle (Kitty Foyle, romanzo, 1939)
  - trad. di Giorgio Monicelli, Collana Medusa n.169, Milano, Mondadori, 1946.
  - trad. di F. Rocca, Collana Raggi, Roma, Elliot, 2016, ISBN 978-88-699-3138-3.
- Sherlock Holmes and Dr. Watson: A Textbook of Friendship (analisi degli scritti di Arthur Conan Doyle, 1944)
- The Old Mandarin (poesie, 1947)
- The Man Who Made Friends with Himself (romanzo, 1949)
- On Vimy Ridge (poesia, 1947)
- The Ironing Board (saggi, 1949)